# تنغ لرة (همت أباد)
تنغ لرة (بالفارسية: تنگ لره) هي مستوطنة تقع في إيران في قسم همت أباد الريفي. يقدر عدد سكانها بـ 145 نسمة .